# Sebrahaj
Sebrahaj (Stegostoma tigrinum, syn. Stegostoma fasciatum) är en hajart som först beskrevs av Hermann 1783. Sebrahaj ingår i släktet Stegostoma och familjen Stegostomatidae. Inga underarter finns listade i Catalogue of Life.
Denna haj förekommer i Indiska oceanen och västra Stilla havet från Sydafrika och Röda havet till Oceaniens öar. Arten vistas nära kusterna och dyker till ett djup av 62 meter. Sebrahajen utför längre vandringar under årets lopp. Honor lägger 40 till 80 ägg fördelad över hela året. Från ungefär en fjärde del av äggen utvecklas ungar som är 20 till 36 cm långa när äggen kläcks. Honor i fångenskap blev efter 6 till 8 år könsmogna. De största exemplaren var 246 cm långa. Arten når i fångenskap en ålder av 28 år.
Sebrahajen fiskas för köttets skull. Den är mycket känslig för förändringar på grund av att den lever nära kusterna. IUCN kategoriserar arten globalt som starkt hotad.